# Microvelia cubana
Microvelia cubana är en insektsart som beskrevs av Drake 1951. Microvelia cubana ingår i släktet Microvelia och familjen vattenlöpare. Inga underarter finns listade i Catalogue of Life.